# Theristus parvulus
Theristus parvulus är en rundmaskart som beskrevs av Timm. Theristus parvulus ingår i släktet Theristus och familjen Monhysteridae. Inga underarter finns listade i Catalogue of Life.